# Showing Out (Get Fresh at the Weekend)
Showing Out (Get Fresh at the Weekend) ist ein Popsong des englischen Duos Mel & Kim aus dem Jahr 1986.

## Entstehung und Inhalt
Der Titel wurde von Stock Aitken Waterman geschrieben und produziert. Abgemischt wurde er von Phil Harding. Er wurde in den P.W.L. Studios 1 & 2 aufgenommen. Die Gitarre spielte Matt Aitken, die Keyboards Aitken und Mike Stock. Karen Hewitt und Mike Duffy waren Toningenieure. Für die B-Seite wurde System ausgewählt; der Titel sollte ursprünglich die Debütsingle sein, aber nachdem Pete Waterman das Duo kennengelernt hatte, entschied er, dass der Titel zu sanft für die beiden sei, und stoppte die Singlepressung. Mike Stock schrieb dann Showing Out (Get Fresh at the Weekend) für das Duo, beeinflusst vom Chicago-Garage-House-Sound.
Im Songtext zeigen sich die Protagonistinnen bereit, am Wochenende Spaß zu haben, und wünschen sich dazu einen Mann, der Gefühle für sie hegt, aber auch die Rechnung begleicht.

## Veröffentlichung und Rezeption
Die Single erschien im September 1986 bei Supreme Records. Es gibt mehrere verschiedene Ausgaben mit zwei unterschiedlichen Covermotiven, eins zeigt die Sängerinnen mit Hüten, eines am Meer. 

## Kommerzieller Erfolg

### Chartplatzierungen
In den deutschen Charts erreichte der Song Platz eins. Insgesamt hielt er sich 19 Wochen in den Charts. In Österreich erreichte Showing Out Platz zwölf. Dort verblieb er 12 Wochen in den Charts. In der Schweiz kam der Titel auf Platz eins und hielt sich 15 Wochen. Auch in den Niederlanden und Belgien erreichte der Titel die Chartspitze, im Vereinigten Königreich Platz drei.
| ChartsChartplatzierungen       | Höchstplatzierung | Wochen |
| ------------------------------ | ----------------- | ------ |
| Deutschland (GfK)              | 1 (19 Wo.)        | 19     |
| Österreich (Ö3)                | 12 (12 Wo.)       | 12     |
| Schweiz (IFPI)                 | 1 (15 Wo.)        | 15     |
| Vereinigte Staaten (Billboard) | 78 (7 Wo.)        | 7      |
| Vereinigtes Königreich (OCC)   | 3 (20 Wo.)        | 20     |

| ChartsJahrescharts (1987) | Platzierung |
| ------------------------- | ----------- |
| Deutschland (GfK)         | 13          |
| Schweiz (IFPI)            | 11          |

### Auszeichnungen für Musikverkäufe
| Land/Region                  | Auszeichnungen für Musikverkäufe (Land/Region, Auszeichnung, Verkäufe) | Verkäufe |
| ---------------------------- | ---------------------------------------------------------------------- | -------- |
| Niederlande (NVPI)           | Gold                                                                   | 75.000   |
| Vereinigtes Königreich (BPI) | Silber                                                                 | 250.000  |
| Insgesamt                    | 1× Silber · 1× Gold ·                                                  | 325.000  |